# Museion (Bozen)

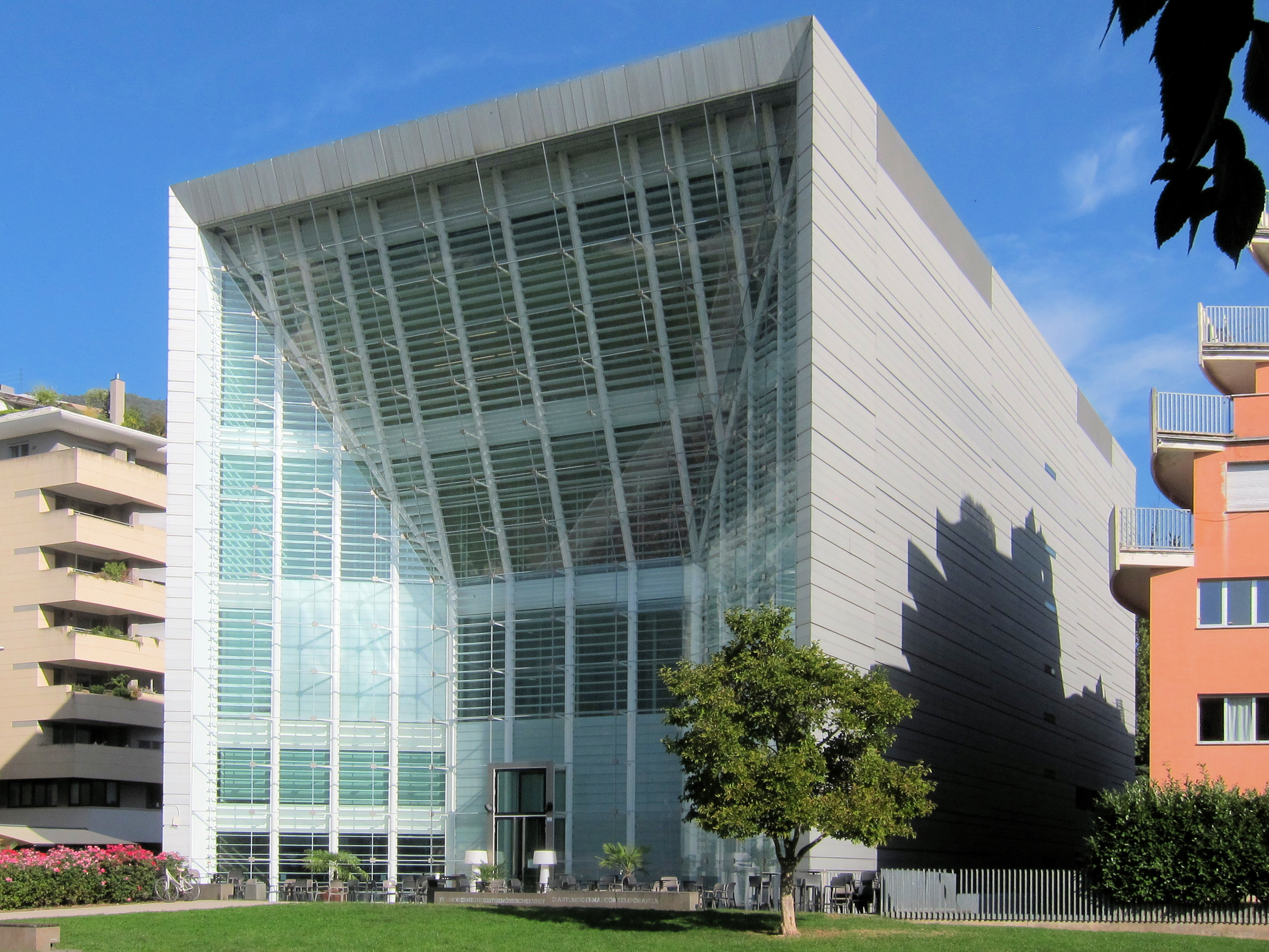
Museion, Westfassade (2023)

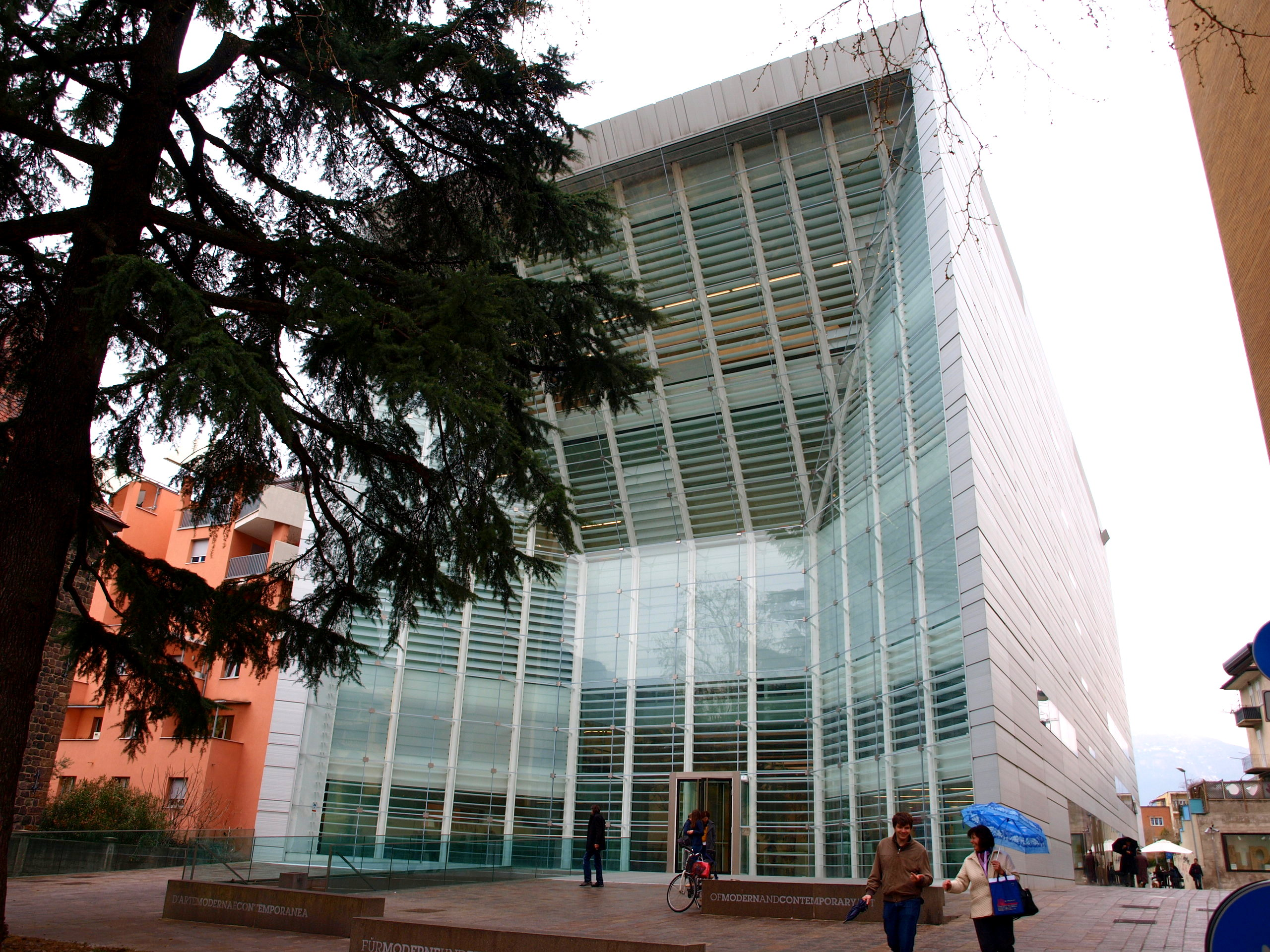
Ostfassade mit Haupteingang (2013)

Das Museion (griechisch μουσείον, Musen-Tempel, Museum) ist das Museum für moderne und zeitgenössische Kunst in Bozen (Südtirol).
Das Museion wurde 1985 gegründet und verfügt inzwischen über eine umfangreiche Sammlung. Seit August 2006 wird die Institution von einer Stiftung mit Beteiligung der Südtiroler Landesverwaltung und des Vereins Museion geleitet. Am 24. Mai 2008 bezog die Einrichtung ein neu erbautes Gebäude im Stadtzentrum an den Talfer-Wiesen.

## Geschichte
1985 wurde das Museion von einem privaten Verein mit der Unterstützung der Autonomen Provinz Bozen als Museum für moderne Kunst gegründet. Unter der Führung von Pier Luigi Siena und der Präsidentschaft von Karl Nicolussi-Leck nahm das Museum 1987 seine Tätigkeit auf.
Der Schwerpunkt der Institution lag anfangs in seiner regionalen Ausrichtung, man widmete sich vor allem der Förderung und Dokumentation der bildenden Kunst im Raum Ala bis Kufstein (dem historischen Tirol) ab dem Jahr 1900. Zu Beginn der 90er-Jahre wurden nicht zuletzt aufgrund der speziellen geographischen Lage Bozens Unterschiede zwischen deutscher und italienischer Kunst thematisiert. Im Laufe der Jahre wandte sich das Museum immer entschiedener der zeitgenössischen Kunst zu. Diese Entwicklung in Richtung kontemporäre Kunst und damit hin zu den diese kennzeichnenden interdisziplinären Tendenzen sollte auch der 1991 angenommene Name „Museion“ zum Ausdruck bringen.
Unter der im Jahr 2000 beginnenden Präsidentschaft von Alois Lageder und der Führung von Andreas Hapkemeyer wurde das Museion zum Museum für moderne und zeitgenössische Kunst. Ein zentraler Stellenwert wurde dem Gegenstand Sprache in der Kunst eingeräumt, einem Themenbereich, der stark an das Territorium als mehrsprachiges Grenzgebiet gebunden ist.

## Neues Gebäude
Der neue Sitz des Museums wurde nach dem Entwurf des Berliner Architekturbüros KSV Krüger, Schuberth, Vandreike erbaut und 2008 eingeweiht. Das Projekt von KSV ging im Jahr 2001 als Sieger eines europaweiten Wettbewerbs hervor, an welchem sich 285 Planungsbüros aus 14 verschiedenen Ländern beteiligten.
Das Gebäude ist ein 54 Meter langer Kubus mit einer Höhe von 25 Metern und einer Breite von 23 Metern. Die trichterförmig eingezogenen, verglasten Stirnseiten bewirken, dass man im Idealfall durch das Gebäude in Ostwest-Richtung hindurchblicken kann, doch besteht die Möglichkeit, durch mattierte Glaslamellen die Transparenz geschossweise in Transluzenz zu verwandeln; Verschattungselemente ermöglichen überdies die Verdunklung. Abends dienen die Glasfassaden als Projektionsflächen, die es ermöglichen zeitgenössische Medienkunst darzustellen. Die ansonsten geschlossene, metallische Hülle des Museion umgibt ein wandelbares Innenleben. 
Die sechs Ausstellungsebenen, beginnend mit dem Foyer im Erdgeschoss bis hin zur obersten Ebene mit einem Ausblick auf die Stadt, werden durch die Treppenkaskade verbunden, im übertragenen Sinn stellt sie eine Verbindung der Kunstebenen dar. Die Innenräume zeichnen sich durch fließende Übergänge und Öffnungen aus. Die verschiedenen Ausstellungsräume, der Veranstaltungssaal, die didaktischen Labors, die Bibliothek, das Café und der Museums-Shop sind nicht streng voneinander getrennt.
Das Museion soll nicht nur Präsentationsforum für Kunstwerke sein, sondern ein Ort für Künstler, an dem diese auch artistisch tätig sein können. Zu diesem Zweck wurde das sogenannte Künstleratelier aus dem Volumen des Museion ausgegliedert und als Solitär an den nördlich benachbarten Quartiersblock herangerückt. So entstand zwischen beiden Bauten ein kleiner Platz.

## Brücken

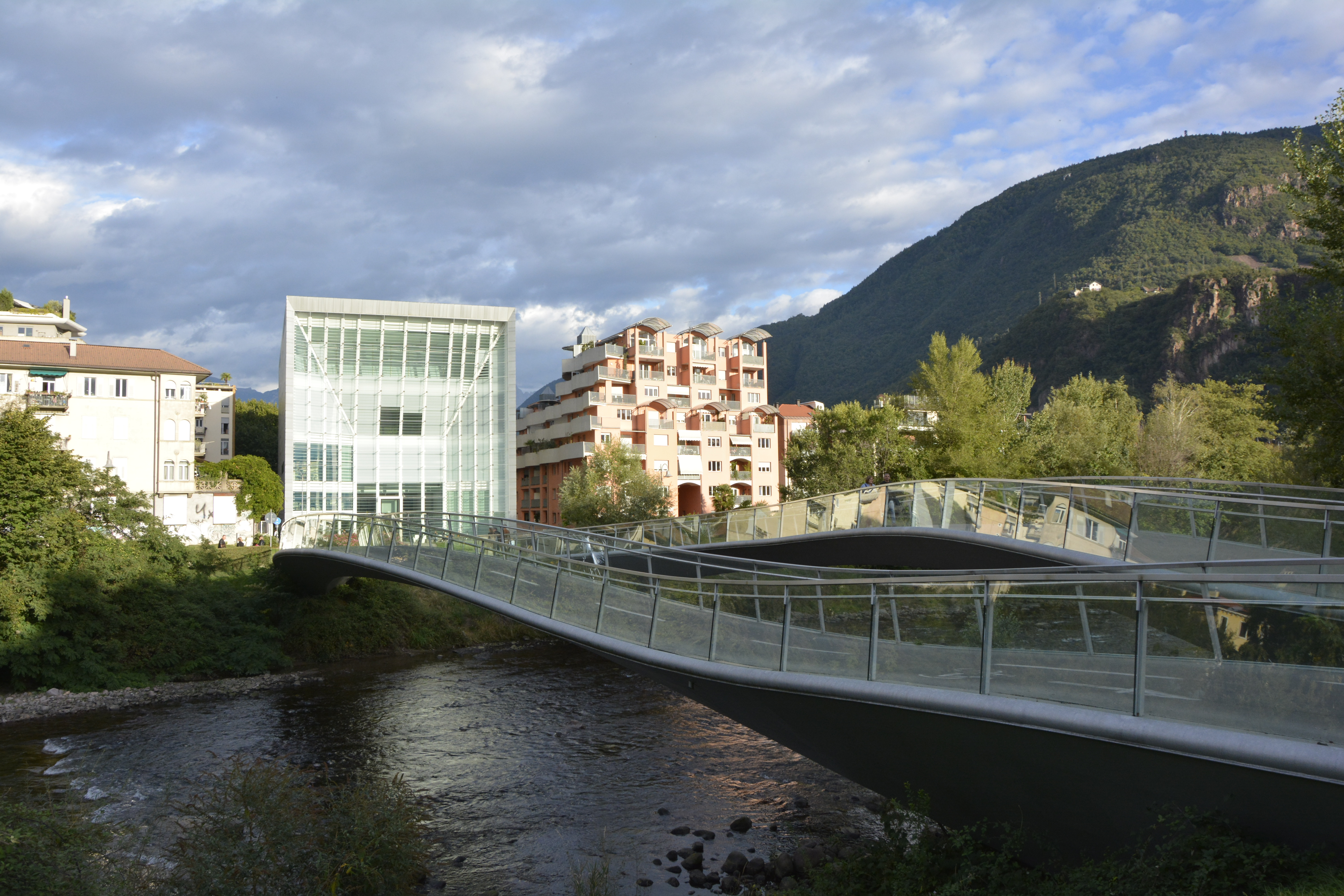
Museumsbrücken über die Talfer (2019)

Zum Neubauprojekt des Museums gehören die auf der Westseite von denselben Architekten KSV geplanten und 2008 errichteten zwei Brückenarme, welche jeweils 52 m weit die Talfer überspannen. Die stählernen Brücken mit gläsernen Geländern bilden zwei korrelierend schwingende Kurven, wobei sie den Radweg und den Fußweg getrennt führen. Die Architekten nennen sie die „wahrscheinlich poetischsten Brückenarme des Alpenraumes“.

## Ausstellungen (Auswahl)
- „Peripherer Blick und kollektiver Körper“ (24. Mai bis 21. September 2008)

In der Ausstellung wurde die Frage nach dem kollektiven Körper in der zeitgenössischen visuellen Kunst thematisiert. Gezeigt wurden zahlreiche Kunstwerke aus der Sammlung, darunter Neuerwerbungen und wichtige Dauerleihgaben von privaten Sammlern sowie nationalen und internationalen Leihgaben. Besonderes Aufsehen erregte die umstrittene Skulptur Zuerst die Füße von Martin Kippenberger, welche einen gekreuzigten Frosch mit einem Bierglas und einem Ei in den Händen zeigt. Angestoßen von der Sonntagszeitung Zett kam es zu Interventionen von zahlreichen politischen Kreisen und Teilen der katholischen Kirche sowie einer hitzig geführten Diskussion unter anderem auf den Leserbriefseiten der Tageszeitung Dolomiten. Der Regionalratspräsident Franz Pahl trat in einen Hungerstreik, welcher mit seinem Rücktritt als Politiker endete.
- Sonic Youth etc.: „Sensational Fix“ (11. Oktober 2008 bis 4. Jänner 2009)

Gegenstand dieser Wanderausstellung  sind Arbeiten der vielseitigen Musikband Sonic Youth, die in Zusammenarbeit mit Künstlern, Filmemachern, Designern und Musikern entstanden, sowie von der Band ausgewählte Kunstwerke. Alternative Gegenwartskultur soll beleuchtet werden.
- Matti Braun: „Özurfa“ (4. Oktober bis 7. Dezember 2008)

Diese Ausstellung widmet sich der sagenumwobenen Stadt Sanliurfa, bzw. Urfa (Südostanatolien). Einige Archäologen halten Sanliurfa für die Wiege der Zivilisation. Für Muslime und Juden ist es die heilige Stadt, in der Abraham auf dem Scheiterhaufen verbrannt wurde.
- Mike Kelley: „Educational Complex Onwards, 1995–2008“ (17. Januar bis 19. April 2009)

Herzstück dieser anthologischen Ausstellung, konzipiert vom Zentrum für zeitgenössische Kunst Wiels in Brüssel, ist die Installation „Educational Complex“, aus dem Jahr 1995. Es handelt sich dabei um eine Rekonstruktion in Miniatur der Bildungsinstitutionen, die der Künstler in seinem Leben durchlaufen ist.
- Valie Export: Zeit und Gegenzeit (19. Februar bis 1. Mai 2011)
- Hope (Sept. 2023 – Febr. 2024)[8]

## Direktion
- 1987–2000 Pier Luigi Siena[9]
- 2000–2007 Andreas Hapkemeyer
- 2007–2008 Corinne Diserens[10]
- 2008–2020 Letizia Ragaglia[11]
- Seit 1. Juni 2020 Bart van der Heide[12][13]

## Stiftung Museion, Künstlerischer Beirat, Freunde des Museion
Die Stiftung Museion wurde im August 2006 begründet. Ihr gehören Vertreter der Südtiroler Landesverwaltung und des Vereins Museion an. Der Stiftungsrat besteht aus neun Mitgliedern. Zweckbestimmung der Stiftung sind Förderung und Aufwertung der zeitgenössischen Kunst ab den 1950er-Jahren. Die Stiftung versteht sich als Treffpunkt für die internationale Kunst und als Fördereinrichtung für die Kunst in Südtirol. Präsidentin des Rates ist die Kunsthistorikerin und Kuratorin Marion Piffer Damiani (* 1963 in Brixen).
Der Künstlerische Beirat ist ein Organ des Museion, das ausschließlich beratende Funktion hat. Er besteht aus fünf Mitgliedern, die Kompetenzen im kulturellen Bereich mit Schwerpunkt in der zeitgenössischen Kunst vorweisen müssen. Der Beirat tritt einmal im Jahr mit dem Stifterrat zusammen, um gemeinsam die künstlerische Entwicklung des Museion zu besprechen. 
„Freunde des Museion“ ist ein unabhängiger Verein, der all jene anspricht, die an zeitgenössischer Kunst interessiert sind. Die Organisation bietet verschiedene Veranstaltungen, Studienreisen und Begegnungen mit Künstlern an.

## Vermittlung, Bibliothek
Der Besucherservice des Museion bietet neben Führungen auch gezielte Bildungsprojekte an. Im Programm sind: Workshops/Museion Mobil; spezifische Angebote für Jugendliche; Familien mit Kindern, Schulen und Kindergärten; Summerlab/Artcamp.
Die Fachbibliothek des Museion ist auf die Dokumentation internationaler moderner und zeitgenössischer Kunst ausgerichtet. Um den Bestand besser zugänglich zu machen, wurde er im Januar 2011 in den Freihandbereich der Bibliothek der Freien Universität überstellt.